# Arsenał w Wenecji
Arsenał w Wenecji (wł. Arsenale di Venezia) – obszerny kompleks stoczni, w których konstruowano okręty wojenne i statki handlowe na potrzeby Republiki Weneckiej. Z czasem na jego terenie powstały fabryki broni i amunicji oraz odlewnie dział. Arsenał upamiętnił Dante w XXI Pieśni Boskiej komedii, po tym jak w 1321 roku odwiedził Wenecję. W ciągu swych dziejów kompleks był wielokrotnie rozbudowywany i przebudowywany. W szczytowym okresie jego rozwoju pracowało w nim 16 tysięcy robotników, co czyniło zeń największy ośrodek produkcyjny epoki przedindustrialnej na świecie.
Od lutego 2013 roku część kompleksu (27,4 ha) podlega Gminie Wenecji (Comune di Venezia), a część – włoskiemu Ministerstwu Obrony (Ministero della Difesa). Kompleks jest położony w północno-wschodniej części miasta, na terenie dzielnicy (sestiere) Castello. Zajmuje powierzchnię 46 ha. Pozostaje zamknięty dla turystów, jednak okazjonalnie urządzane są w nim wystawy i organizowane targi handlowe.

## Pochodzenie terminu arsenał
Termin „arsenał” pochodzi od arabskiego دار الصناعة (dār-aṣ-ṣināʕa) – dom wytwórczości/produkcji.

## Historia

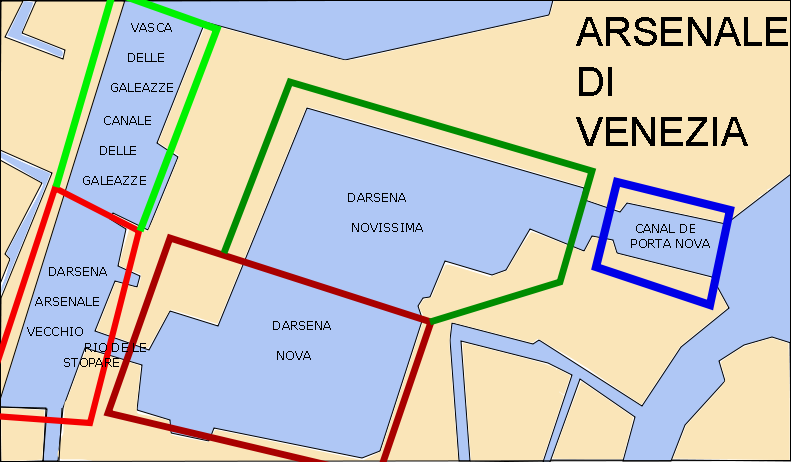
Plan basenów Arsenału i kolejne etapy jego rozwoju: Stary Arsenał, Nowy Arsenał (1305), Najnowszy Arsenał (1473), kanał Galeazze (1564) i kanał Porta Nova (1810)

### Republika Wenecka (do 12 maja 1797)

#### Założenie Arsenału
Arsenał założył w 1104 roku doża Wenecji Ordelafo Faliero z przeznaczeniem na miejsce budowy okrętów wojennych i statków handlowych Republiki Weneckiej. W latach 1150–1200 ukształtował się zalążek Starego Arsenału (Arsenale Vecchio). Z 1220 roku pochodzi pierwszy dokument poświadczający istnienie Starego Arsenału, złożonego z dwóch rzędów warsztatów okrętowych, ulokowanych wokół doku, połączonego poprzez kanał rio dell’Arsenale z Basenem św. Marka.

#### Pierwszy etap rozbudowy
W latach 1225–1304 dokonano jego pierwszej rozbudowy. Następnie, między rokiem 1304 a 1322, zbudowano pierwszy warsztat produkcji lin okrętowych (Corderie della Tana); w tym samym okresie rozpoczęto budowę Bucentaura – weneckiej galery paradnej.
W 1321 roku Wenecję odwiedził Dante, a jego wizytę w Arsenale przypomina kamienna plakieta przy wejściu. Swoje wrażenia z Arsenału Dante upamiętnił w XXI Pieśni „Piekła” w poemacie Boska komedia. Piekielne jezioro wypełnione gorącą smołą skojarzył on z Arsenałem, również pełnym smoły, niezbędnej przy budowie i remontach okrętów.

#### Drugi etap rozbudowy
W latach 1325–1326 zainicjowano drugi etap rozbudowy. Rozpoczęto budowę Nowego Arsenalu (Arsenale Nuovo), nabywając w tym celu część podmokłych terenów oraz jezioro San Daniele, położonych na wschód od Starego Arsenału. Wzniesiono nowe warsztaty do produkcji wioseł, osprzętu, gwoździ, kotew i łańcuchów oraz magazyny smoły. Otwarto kanał łączący stary (Darsena Vecchia) i nowy dok (Darsena Nuova). W latach 1377–1440 zbudowano prochownię (Casa della Polvere) oraz dwie wieże strażnicze przy wejściu wodnym do stoczni. Około 1390 roku zbudowano odlewnie (Fonderie). W 1440 roku w wyniku wybuchu w prochowni uszkodzeniu uległy warsztaty Nowego Arsenału. W latach następnych podjęto ich odbudowę oraz wzniesiono nowe obiekty na południowym brzegu Nowego Arsenału.
W 1453 roku upadł Konstantynopol. Republika Wenecka przedsięwzięła środki mające na celu wzmocnienia Arsenału wobec zagrożenia, jakie stwarzała dla niej flota turecka, operująca na Morzu Śródziemnym. Przebudowano kilka warsztatów okrętowych i wzniesiono dwie nowe manufaktury. Około 1460 roku rozpoczęto budowę zbrojowni i odlewni dział. Wzniesiono monumentalne wejście do Arsenału – Porta di Terra, zwane również Porta Magna dell’Arsenale. Wzorem architektonicznym był tu Łuk Sergiusza w Puli. Porta Magna stała się pierwszym przykładem nowego języka architektonicznego, nawiązującego do wzorców klasycznych.

#### Trzeci etap rozbudowy

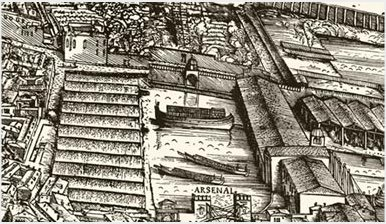
Jacopo de’ Barbari, fragment widoku perspektywicznego Wenecji (1500) – Stary Arsenał z Bucentaurem

W roku 1473 rozpoczęto trzeci etap rozbudowy, który trwał do 1573 roku. Po przyłączeniu i zagospodarowaniu kolejnej partii mokradeł o powierzchni 8 ha, położonych na północ od nowego doku, podjęto budowę Najnowszego Arsenału (Arsenale Nuovissimo) wraz z dokiem na 80 galer. W latach 1524–1526 ze względu na potrzeby artylerii zbudowano nowe odlewnie żelaza i brązu. W XVI wieku skonstruowano specjalną budowlę do przechowywania Bucentaura.

#### Czwarty etap rozbudowy
W latach 1535–1540 po przyłączeniu terenu położonego na północny zachód od Najnowszego Arsenału, należącego do klasztoru Celestia, zrealizowano czwarty etap rozbudowy kompleksu. Wzniesiono nowe prochownie, a po zakupie kolejnej partii gruntów klasztoru Celestia w 1564 roku, połączono Najnowszy Arsenał ze Starym Arsenałem. W latach 1561–1564 zbudowano odlewnię dział i przebudowano zbrojownię. Duży wybuch w prochowni położonej w pobliżu klasztoru Celestia w 1568 roku spowodował poważne uszkodzenie muru granicznego oraz kilku obiektów na terenie klasztoru.

#### Piąty etap rozbudowy
W 1569 roku, w ramach piątego etapu rozbudowy Arsenału, zbudowano nowy dok do montażu nowego typu okrętów – galeasów.
W 1571 roku koalicja państw chrześcijańskich odniosła w bitwie pod Lepanto zwycięstwo nad Turcją; znaczący wkład w zwycięstwo wniosła flota wenecka.
W latach 1579–1585 pod kierunkiem Antonia da Ponte przebudowano warsztat lin okrętowych. W 1591 roku zrealizowano monumentalny portal, umożliwiający dostęp do zbrojowni i warsztatu artylerii.
Cały XVII wiek stał pod znakiem transformacji technologii morskiej i towarzyszącej jej modernizacji Arsenału, zwłaszcza jego doków i kanałów, zgodnie z nowymi potrzebami przemysłu okrętowego. W 1667 roku zwodowano pierwszy okręt wojenny typu północnoeuropejskiego. W latach 1684–1745 zmodernizowano nowe stocznie Najnowszego Arsenału oraz podniesiono ich zadaszenia w celu dostosowania ich do budowy nowych, dużych okrętów. Jednocześnie w latach 1686–1692 poszerzono tor wodny prowadzący do Arsenału aby ułatwić dostęp dużym jednostkom. Przebudowano dwie XIII-wieczne wieże.

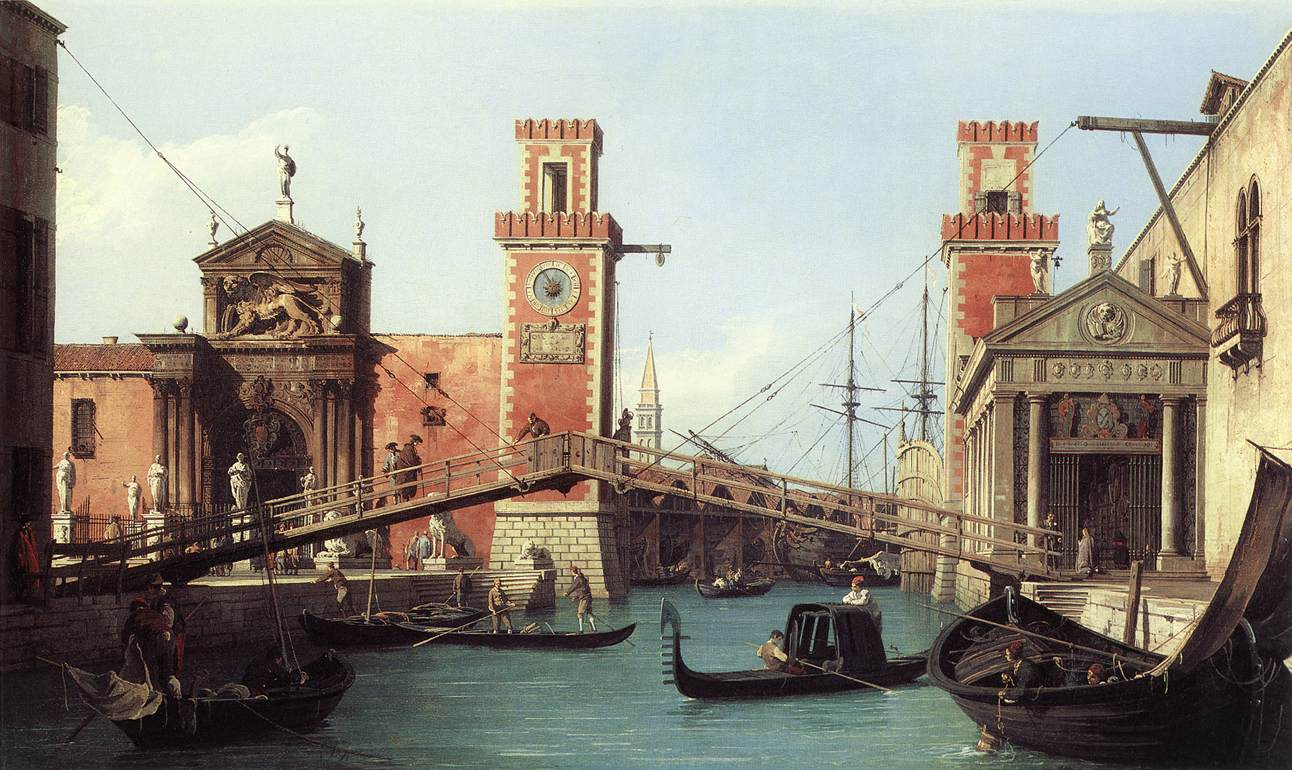
Canaletto, Widok na wjazd do Arsenału, 1732, kolekcja prywatna

Około 1750 roku na wschodnim brzegu kanału Galeazzo zbudowano gmach Squadratori, najbardziej przemyślany projekt na terenie Arsenalu przed wielkimi zmianami, jakich miał on doświadczyć w XIX wieku. W 1778 roku w sąsiedztwie budynku Squadratori zbudowano modelarnię.

### Pierwsza okupacja francuska (16 maja 1797 – 17 stycznia 1798)
Po podpisaniu 17 października  1797 roku układu pokojowego w Campo Formio pomiędzy Francją a Austrią, Wenecja przypadła tej ostatniej. Francuzi ubiegli jednak Austriaków; po wkroczeniu do Wenecji splądrowali Arsenał wywożąc z niego broń i artylerię do Francji.

### Pierwsza okupacja austriacka (18 stycznia 1798 – 19 stycznia 1806)
W styczniu 1798 roku wojska austriackie wkroczyły do Wenecji. Uszkodzone przez Francuzów okręty zostały naprawiane przez Austriaków, wznowiła też działalność stocznia.

### Druga okupacja francuska (20 stycznia 1806 – 18 kwietnia 1814)
Lata od roku 1806 do 1814 to okres ponownego panowania Francuzów. Napoleon powrócił do Wenecji wykorzystując Arsenał jako bazę marynarki floty cesarskiej operującej na Adriatyku. Zainicjowano modernizację Arsenału pod kątem francuskiego systemu stoczniowego. Rozebrano kilka zadaszonych hal i wyznaczono cztery miejsca pod budowę jednostek. Otwarto nowy tor wodny w kierunku San Pietro di Castello.

#### Szósty etap rozbudowy
W 1810 zrealizowano szósty etap rozbudowy Arsenału przyłączając do niego cały zespół klasztoru Celestia. Na wschód od Najnowszego Arsenału zbudowano wieżę Porta Nuova.

### Druga okupacja austriacka (19 kwietnia 1814 – 21 marca 1848)
W 1819 roku w Porta Nuova wstawiono bramy zamykające dostęp do Arsenału. W 1821 roku ukończono budowę murów okalających klasztor Celestia, natomiast w 1824 zamknięto południowo-zachodnią część kompleksu Arsenału nowym odcinkiem muru pomiędzy warsztatami wioseł a odlewnią. W latach 1828–1831 po rekultywacji zapadniętych nabrzeży przywrócono do użytku kanał Rio dell’Arsenale, osuszono fundamenty dwóch wież znajdujących się u wejścia do Arsenału, wykonano prace renowacyjne i adaptacyjne budynków warsztatów, pracowni i magazynów, położonych w południowej części Nowego Arsenału. W 1828 roku zbudowano ostatnią część murów po południowej stronie kościoła Celestia. W latach 1835–1836 zbudowano zakłady bednarskie i wioślarskie, pomiędzy ostatnią stocznią Starego Arsenału, a zakładem bednarskim wzniesiono neogotycką wieżę.

### Republika Wenecka (22 marca 1848 – 24 sierpnia 1849)
Pod przewodnictwem patrioty weneckiego Daniele Manina utworzony został Tymczasowy Rząd Republikański. Powstańcy weneccy przez półtora roku stawiali opór Austriakom, ale po długotrwałym oblężeniu, wycieńczeni głodem i epidemią cholery poddali się.

### Trzecia okupacja austriacka (25 sierpnia 1849 – 20 października 1866)
Nastały surowe represje austriackie: rozstrzeliwania, deportacje, kary więzienia dla bohaterów powstania. Wzrosły obciążenia podatkowe, wskutek których ludność Wenecji znalazła się na skraju nędzy. W 1861 roku nastąpiło zjednoczenie Włoch.

### Przyłączenie Wenecji do Królestwa Włoch (21 października 1866)
W 1866 roku w wyniku plebiscytu Wenecjanie większością głosów opowiedzieli się za przystąpieniem do Włoch. Po przyłączeniu 21 października 1866 roku byłej Republiki Weneckiej do Królestwa Włoch Arsenał objęła w posiadanie Włoska Marynarka Wojenna. W 1873 roku zainicjowano obszerne dzieło transformacji, mające dostosować budynki Arsenału do wymogów współczesności.

#### Siódmy etap rozbudowy
W latach 1872–1878 zbudowano dwa suche doki, rozpoczęto budowę okrętów podwodnych. W 1874 roku zmontowano w południowej części Wielkiego Doku (Darsena Grande) żuraw Fairbairna. W latach 1874–1875 rozebrano stocznię Novissimetta i część budynku Squadratori w celu pozyskania dwóch wolnych parceli. W latach 1878–1880 przeprowadzono roboty wykopaliskowe i rozbiórkowe. Połączono Nowy Dok z Najnowszym w celu uruchomienia produkcji nowoczesnych statków z żelaza. W latach 1872–1879 zbudowano nabrzeża węglowe na wyspie Dziewic, a około 1880 roku wzniesiono nowy budynek Dowództwa Marynarki. Średniowieczne stocznie w północnej strefie Najnowszego Doku przebudowano zmieniając je w nowoczesne warsztaty i magazyny. W 1883 roku w pobliżu stoczni na Isoletto zamontowano największy dźwig hydrauliczny firmy Armstrong Mitchell. Około 1900 roku na skraju Najnowszego Doku zbudowano nabrzeża. W latach 1910–1915 powstał trzeci suchy dok, przeznaczony pod budowę okrętów z działami jednego kalibru.

#### Ósmy etap rozbudowy
W 1916 roku w ramach ostatniego etapu rozbudowy wzniesiono niewielkie baraki.

#### Dzieje po I wojnie światowej
Po zakończeniu wojny część Arsenału przekazano przedsiębiorcom prywatnym, zamierzającym podjąć produkcję statków handlowych. W 1920 roku w Starym Arsenale wybuchł wielki pożar, w wyniku którego przepadło bezpowrotnie 6 średniowiecznych manufaktur. W 1921 roku w pomieszczeniach zbrojowni zainaugurowano działalność Museo Storico Navale (Morskiego Muzeum Historycznego). Działalność produkcyjna na terenie Arsenału uległa zahamowaniu, ponieważ produkcję okrętów wojennych przekazano stoczniom prywatnym.

#### II wojna światowa i okres powojenny
Podczas okupacji niemieckiej, wywieziono z Arsenału do Niemiec urządzenia i materiały. W 1950 roku na terenie Arsenału zaprzestano jakiejkolwiek działalności produkcyjnej. Marynarka Wojenna przeniosła się do południowej części kompleksu, a opuszczone przez nią budynki zaczęły niszczeć.
W 1983 roku zainaugurowano program renowacji historycznych budynków Arsenału.
Od 1997 roku obecna jest na terenie Arsenału firma inżynierska Thetis, pracująca nad nowymi projektami i rozwiązaniami technologicznymi w zakresie zarządzania środowiskiem i terenem lądowym, inżynierii lądowej, energii i obiektów. Zajmując się problematyką Laguny Weneckiej zdobyła ona specjalistyczną wiedzę w dziedzinie zrównoważonego rozwoju i inżynierii środowiska, które to doświadczenia wykorzystuje w procesie rewitalizacji istniejących budynków Arsenału.

## Współczesność

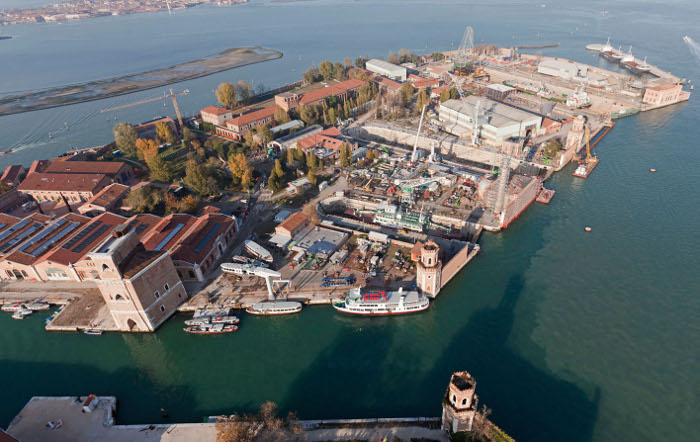
Widok Arsenału z lotu ptaka

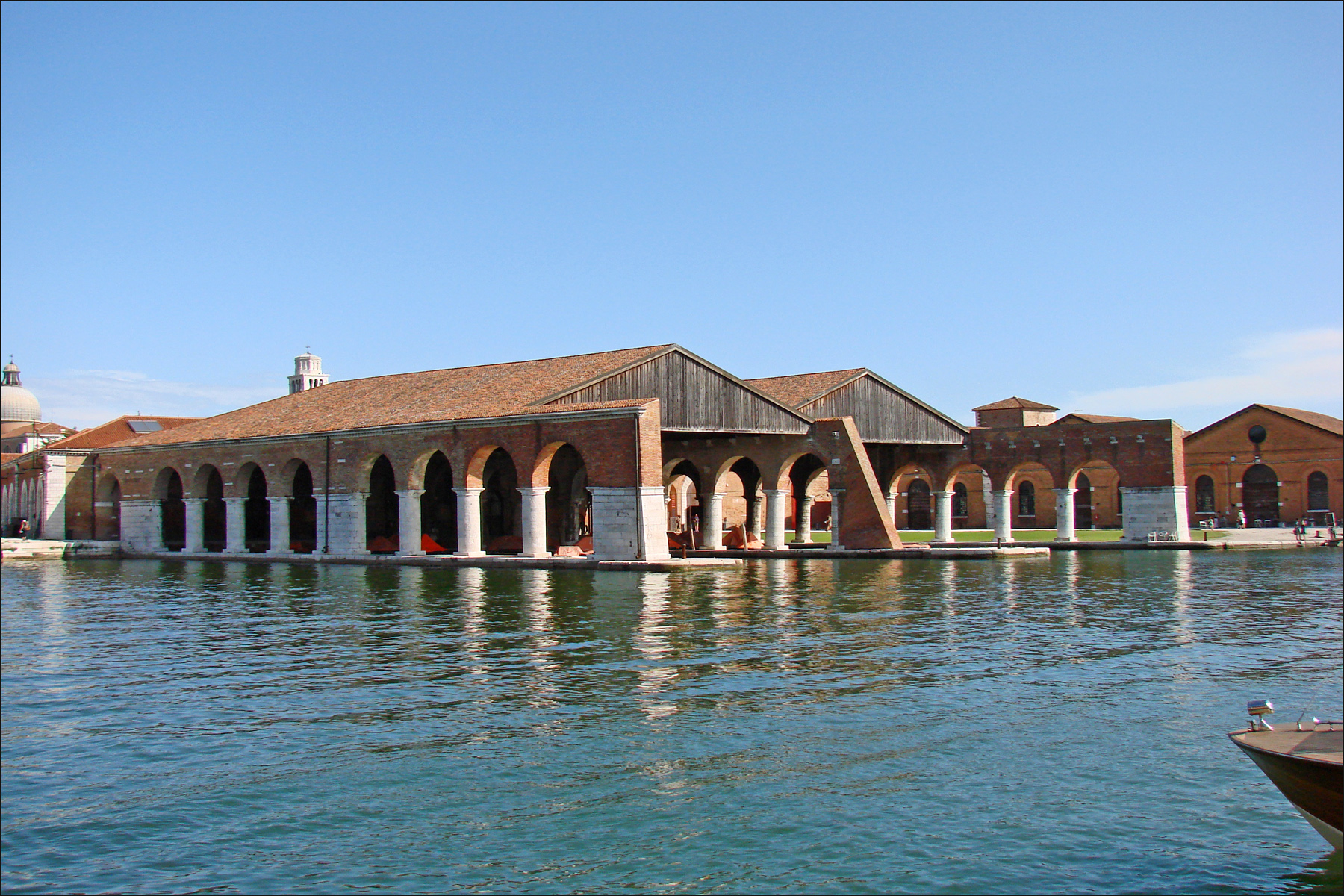
Stary Arsenał – Gaggiandre

Arsenał był największym ośrodkiem produkcyjnym epoki przedindustrialnej na świecie. Zajmuje ważne miejsce w historii Wenecji, nie tylko dlatego, że tu została zbudowana flota Republiki Weneckiej, ale także dlatego, że znajdujące się na jego terenie stocznie, magazyny i warsztaty były symbolem władzy wojskowej, ekonomicznej i politycznej Republiki.
Od lutego 2013 roku część kompleksu (27,4 ha) podlega Gminie Wenecji, a część – włoskiemu Ministerstwu Obrony.
Kilka budynków Arsenału służy celom wystawienniczym Biennale. Są to:
- Corderie – położony w południowej części Arsenału budynek, wzniesiony na początku XIV wieku, przebudowany w ostatnich dekadach XVI stulecia, był początkowo przeznaczony do produkcji muringów i lin morskich. Obiekt, całkowicie pokryty drewnianymi kratownicami, ma wymiary 316 m długości, 21 m szerokości i 9,70 m wysokości. Z kratownic wykonano również jego wewnętrzne ściany działowe. Przestrzeń wystawiennicza budynku wynosi 6400 m². Biennale po raz pierwszy wykorzystało Corderie w 1980 roku z okazji I Międzynarodowej Wystawy Architektury, zorganizowanej przez Paola Portoghesiego. W następnych latach urządzono tu wystawę poświęconą promocji młodych artystów[3].
- Artiglierie – jednokondygnacyjny budynek z 1560 roku, mieszczący pierwotnie warsztaty ma powierzchnię 3300 m²[3],
- położony obok niego dawny magazyn (Isolotto) ma 900 m²[3],
- Gaggiandre (dwie XVI-wieczne stocznie)[3],
- Tese Cinquecentesche, Tese delle Vergini (również z XVI wieku)[3],
- ogród Giardino delle Vergini (powierzchnia 6000 m²) został wykorzystany do celów wystawienniczych po raz pierwszy w 2008 roku, z okazji XI Międzynarodowej Wystawy Architektury[3].

Powierzchnia wystawiennicza, pozostająca do dyspozycji Biennale wynosi ogółem 50000 m², w tym wewnętrzna – 25000 m².